# Apolemichthys guezei
Poisson Ange de La Réunion
Espèce
Synonymes
- Holacanthus guezei Randall & Maugé, 1978[1] [2]

Statut de conservation UICN

 DD  : Données insuffisantes
Apolemichthys guezei est une espèce de poissons de la famille des Pomacanthidae. Elle est endémique de l'île de La Réunion, département d'outre-mer français dans le Sud-Ouest de l'océan Indien. Son nom vernaculaire est Poisson Ange de La Réunion[réf. nécessaire].

## Systématique
L'espèce Apolemichthys guezei a été décrite en 1978 par John Ernest Randall et Louis André Maugé (d) sous le protonyme d’Holacanthus guezei

## Répartition
Cette espèce n'est connue que de La Réunion mais pourrait se rencontrer également à Maurice et à Madagascar.

## Description
Apolemichthys guezei peut mesurer jusqu'à 15 cm de longueur totale. Son corps varie du brun doré au orange et est pointillé de jaune brillant. Sa tete est brune, ses opercules étant bordées de brun foncé ou de noir à leur extrémité postérieure. Sa nageoire caudale, la partie arrière de sa dorsale et sa nageoire anale sont brunes.

## Étymologie
Son épithète spécifique, guezei, lui a été donnée en l'honneur de Paul Guézé (d) qui a collecté les spécimens étudiés par les auteurs.

## Publication originale
- (en) John E. Randall et Louis André Maugé, « Holacanthus guezei, a new angelfish from Reunion », Bulletin du Muséum national d'histoire naturelle. Zoologie, Paris, Muséum national d'histoire naturelle, no 514,‎ juin 1978, p. 297-303 (ISSN 0300-9386 et 3038-9909, OCLC 436587991, BNF 34374528, lire en ligne).